# Holothuria tripilata
Holothuria tripilata is een zeekomkommer uit de familie Holothuriidae.
De wetenschappelijke naam van de soort werd in 1987 gepubliceerd door C. Massin.